# Malgachinsula
Malgachinsula is een geslacht van vlinders van de familie snuitmotten (Pyralidae).

## Soorten
- M. anosibeella Roesler, 1982
- M. maisongrossalis (Viette, 1953)
- M. tsarafidyella Roesler, 1982
- M. viettei Roesler, 1982